# 海斯廷斯碼頭
50°51′08″N 0°34′22″E / 50.852202°N 0.572645°E
海斯廷斯碼頭（Hastings Pier）是一座位於英格蘭東薩塞克斯郡海斯廷斯的遊樂碼頭。

## 历史
始建於1872年，海斯廷斯碼頭在1930年代度過最興盛的時期。碼頭在1960年代開始成為流行音樂表演場地，但是在1990年遭受風暴嚴重損毀，迫使碼頭在1999年至2002年間關閉，自2006年起再因安全問題關閉。當局原計劃重新保育和活化碼頭，但碼頭在2010年10月5日清晨時份失火，百分之95的建築被大火焚燬。這次是海斯廷斯碼頭自1917年以來遭受的另一次嚴重火災，災後碼頭的發展去向未明。

## 注腳

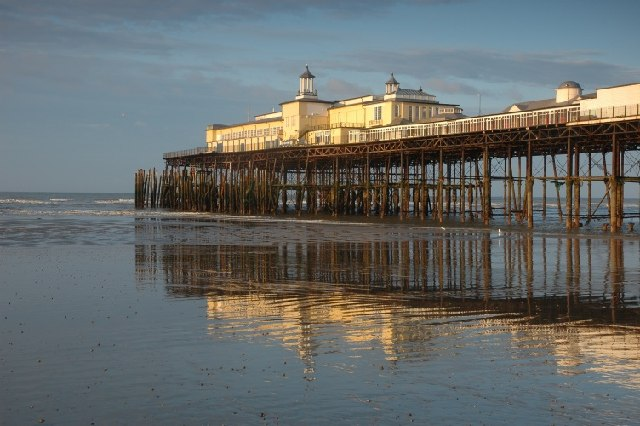
海斯廷斯碼頭，攝於2005年

1. ↑  http://www.dailymail.co.uk/news/article-1317794/Two-people-arrested-firefighters-tackle-huge-blaze-Hastings-Pier.html?ITO=1490 The Mail Article on Hastings Pier fire

## 外部連結
- Full History of Hastings Pier is available on the Hastings Chronicle website, prepared by Steve Peak
- Hastings Observer Petition Online
- Hastings Pier & White Rock Trust Website
- Community Shares Programme